# Ernest Lichtenberger
Charles Ernest Lichtenberger, född den 22 september 1847 i Strassburg, död den 4 december 1913 i Versailles, var en fransk litteraturhistoriker. Han var bror till Frédéric Lichtenberger samt farbror till Henri och André Lichtenberger.
Lichtenberger blev 1878 maître de conférences vid fakulteten i Nancy och 1899 professor i tyska litteraturen vid Sorbonne. Han räknade de flesta franska germanisterna under sin tid till sina lärjungar. Lichtenberger författade ett stort antal arbeten om Goethe.